# Ваго, Йожеф
Йо́жеф Ва́го (венг. Vágó József; 30 июня 1906, Дебрецен — 26 августа 1945, Венгрия) — венгерский футболист, играл на позиции защитника. Участник чемпионата мира 1934 года.

## Биография

### Клубная карьера
В течение пяти сезонов Ваго играл за «Немзети». В 1932 году перешёл в «Бочкаи», в котором играл в течение пяти сезонов. В 1937 году уехал во Францию, где в течение двух лет играл за «Валансьен» и «Рубе». Завершил карьеру в клубе «Немзети».

### Карьера в сборной
Дебютировал за сборную Венгрии 10 мая 1934 года в товарищеском матче со сборной Англии — Венгрия выиграла со счётом 2:1.
В составе сборной Венгрии принимал участие на чемпионате мира 1934 года, где сыграл в 1/4 финальном матче со сборной Австрии — Венгрия проиграла со счётом 1:2. Всего за сборную Венгрии сыграл 13 матчей.

### Смерть
Скончался 26 августа 1945 года в возрасте 39 лет.